# Erik Lindén
Karl Erik Nils Lindén (Malmö, 8 novembre 1911 – Stoccolma, 22 dicembre 1992) è stato un lottatore svedese, specializzato nella lotta libera.
Ha rappresentato la Svezia alle Olimpiadi del 1948, combattendo in media (fino a 79 chilogrammi) di peso e riuscendo a vincere la medaglia di bronzo delle Olimpiadi.

## Palmarès

### Olimpiadi
- Bronzo a Londra 1948 nei pesi medi.